# 顎

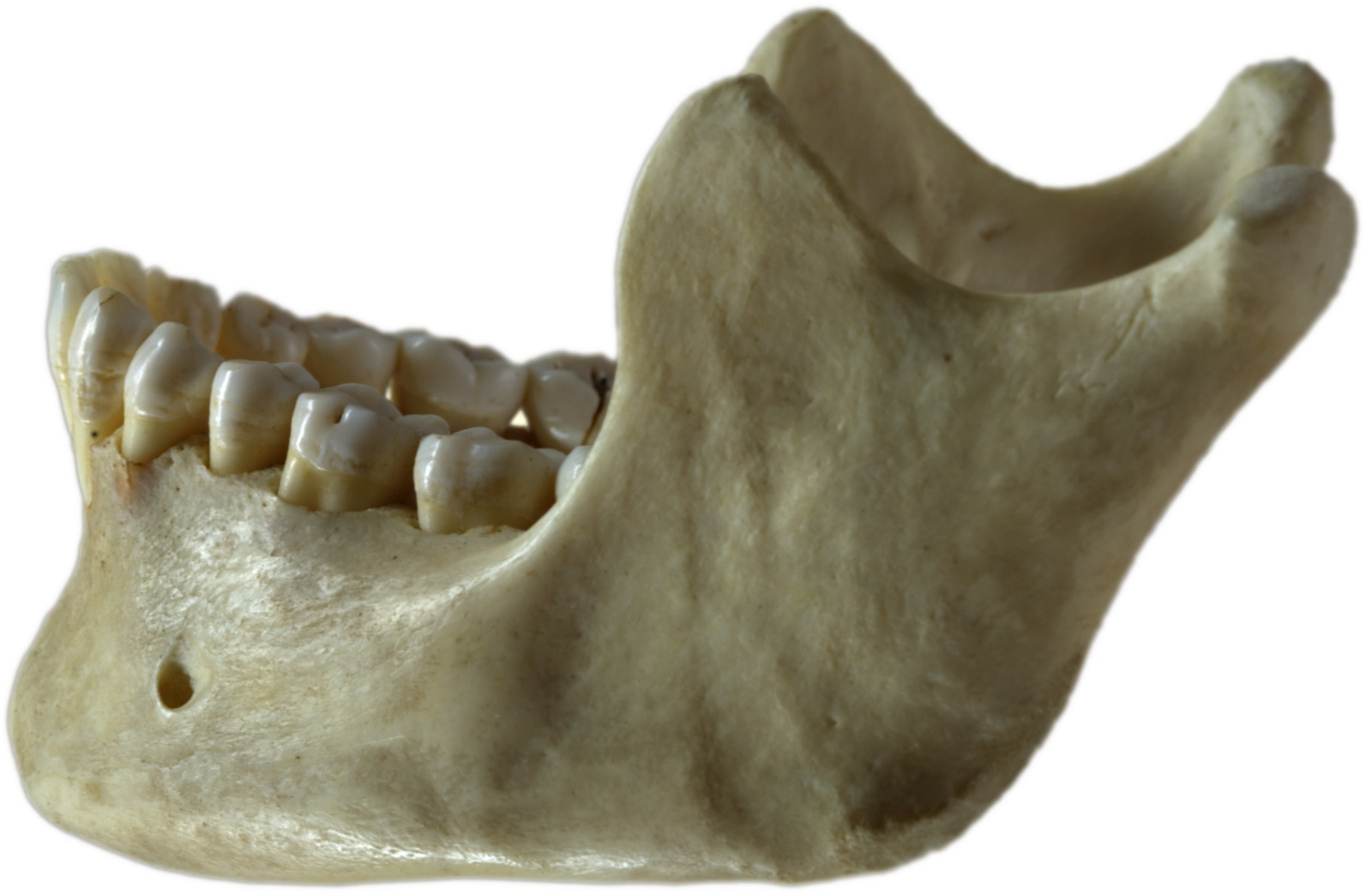
ヒトの下顎骨

顎（あご、頷、英: jaw）は、それを持つ動物一般においては、口の一部であって、開閉して物を捕らえる機能を有する構造体を指す。
ヒトを含む顎口上綱の動物では、頭の下部にあって、上下に開閉する機能を持つ、骨（顎骨）と筋肉を中心に形成された、口の構造物全体を指す。顎口上綱の顎は上顎と下顎で形成されており、支点のある上顎に対して下顎が稼働する。哺乳類（ヒトを含む）は下顎の稼働性が高く、これを繰り返し動かすことによって食物を咀嚼する。対して、顎を具えてはいても咀嚼を行わない動物の多くは、物を捕らえる、引きちぎる、呑み込むなどを行うために顎を用いる。

## 呼称
「あご」を表す漢字には、「顎（音：ガク、訓：あご）」のほか、「歯の根をおおう肉（歯茎）」を原義とする「腭（齶、音：ガク、訓：あご、はぐき）」や、「㗁（音：ガク、訓：?）」がある。
また、別に「頤（おとがい）」を「あご」とも言うが、この字は主に「顎」を指す（「#ヒトの顎」も参照）。
なお、医学などにおける日本語の専門用語としては、「顎、腭、㗁」はいずれであっても音読みをする。

## 生物学上の顎
動物全体で見ると、口に顎を持たない動物群も多い。顎を持つ動物に脊椎動物、節足動物、有爪動物、環形動物、顎口動物が挙げられ、その構造、由来も動物群によって大いに異なる。ウニ、頭足類、輪形動物などにも似た構造があるが、普通は顎と呼ばれることはない。
有爪動物（カギムシ）の場合、数対の柔らかい突起物によって囲まれる口の内側には、水平方向に配置された、1対の付属肢のそれぞれ1対の爪に由来する顎がある。
環形動物の場合、口の内側に左右から挟む形の顎を持つものが多毛類とヒル類にある。
顎口動物は、袋状の消化管の入り口が筋肉質の咽頭となっており、ここに一対の顎がある。

### 節足動物の場合

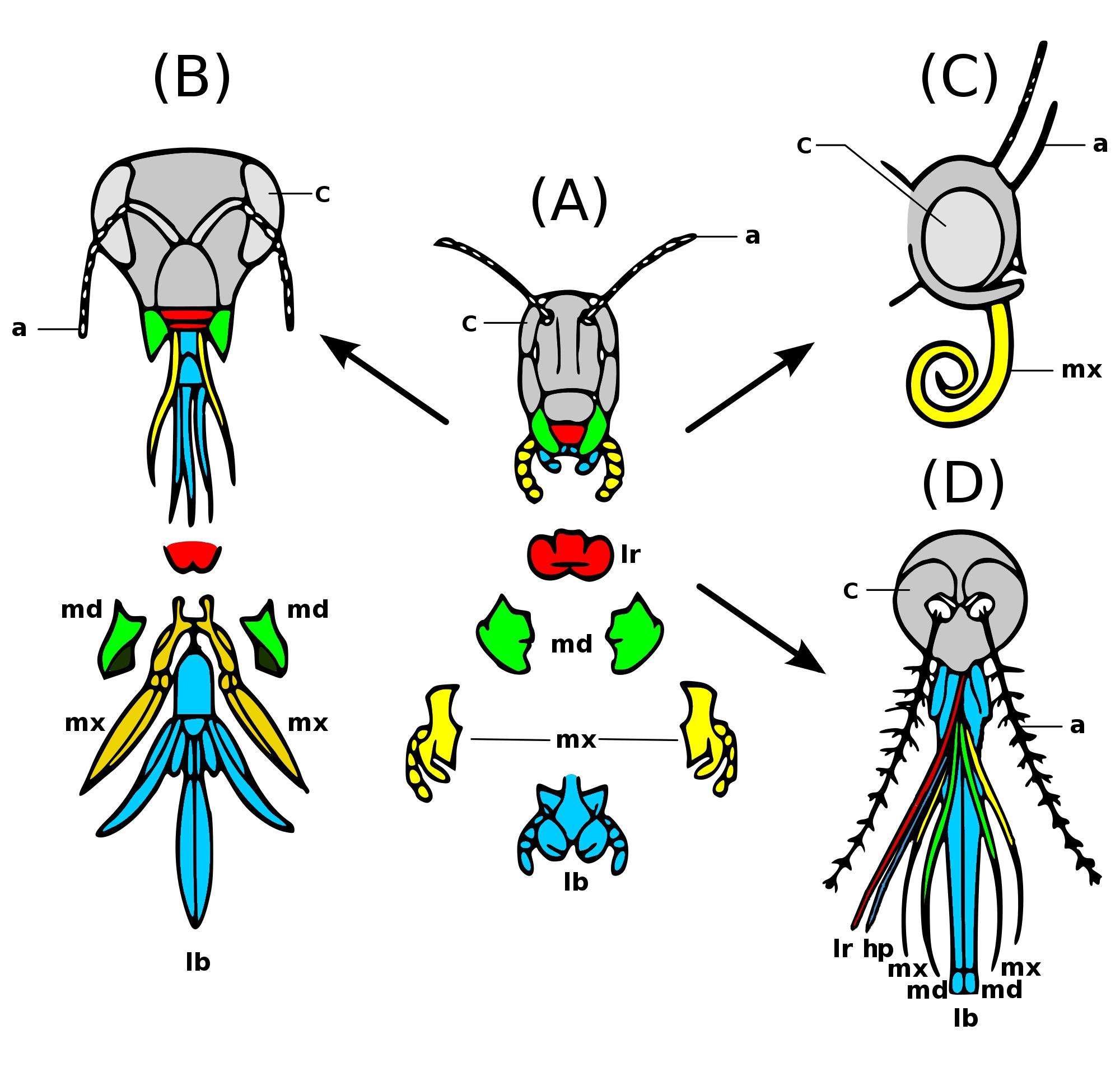
様々な昆虫の大顎（緑、md）と小顎（黄、mx）A：バッタ、B：ミツバチ、C：チョウ、D：カ

節足動物の場合、甲殻類・昆虫類・多足類などの分類群、いわゆる大顎類は原則として3対の顎を持つ。節足動物の顎は口に続く短い突出物になっていて、その基部で体に関節して左右から挟みこむ構造になっている。この顎は体節の付属肢（関節肢）に由来し、一節からなるごく短いものが多いが、より付属肢的な形を残したものもある。挟むようになっている場合、内側に突起が入っていることもあり、これを歯と呼ぶ。顎のうち最初の1対は「大顎」（おおあご、mandible）、後方の2対は「小顎」（こあご、maxilla）と言う。
顎ではないが、甲殻類では頭部直後の胴部にある胸肢が顎脚（がっきゃく、maxilliped）という補助的な口器に変化しものがあり、ムカデは最初の胴肢から特化した毒牙のような顎肢（forcipule）をもつ。
大顎類以外の節足動物、例えばクモの鋏角（chelicera）は「上顎」とも呼ばれるが、クモを含めて鋏角類にそもそも上述のような顎はなく、鋏角もそれとは別起源の付属肢である。

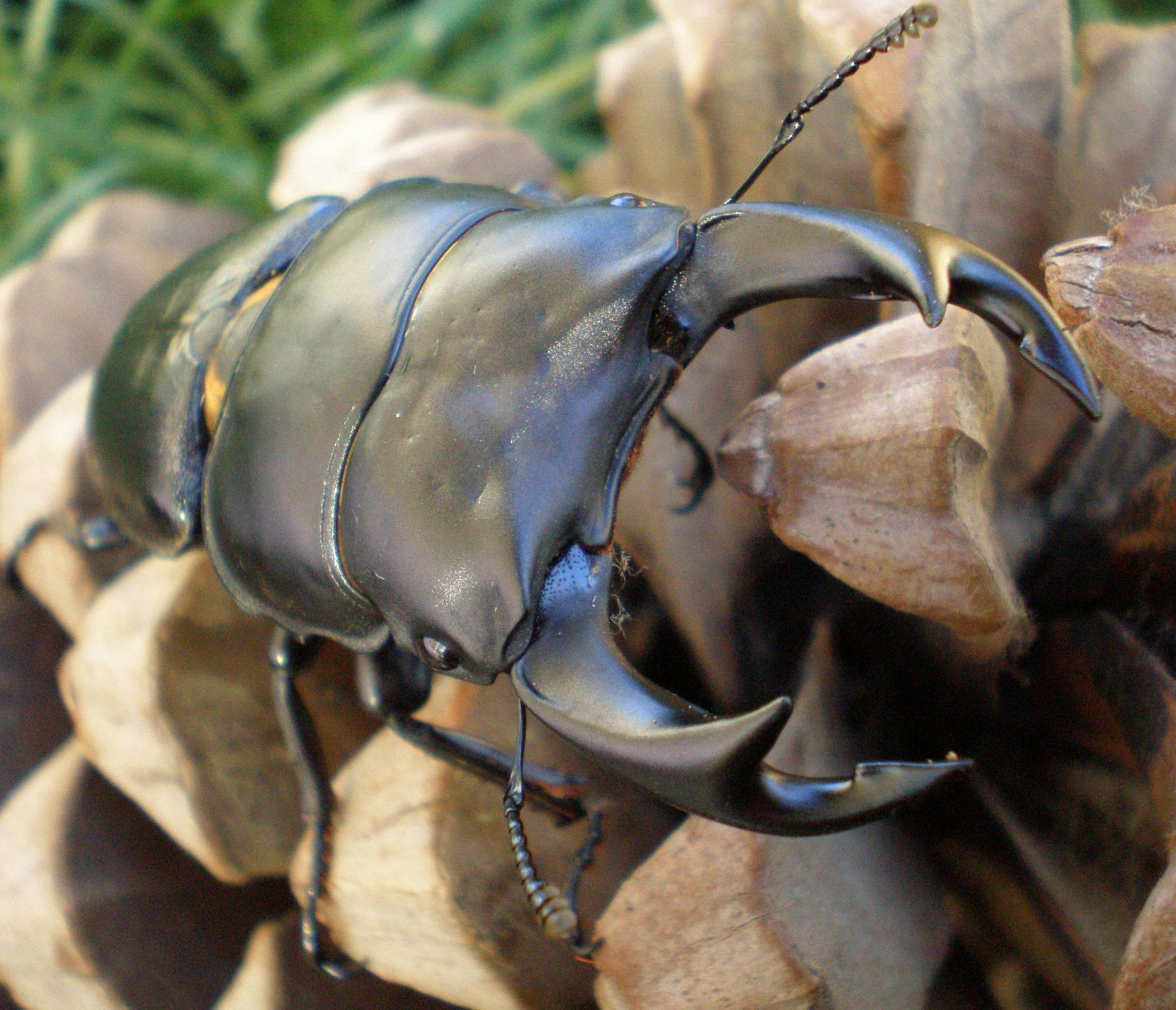
オオクワガタ
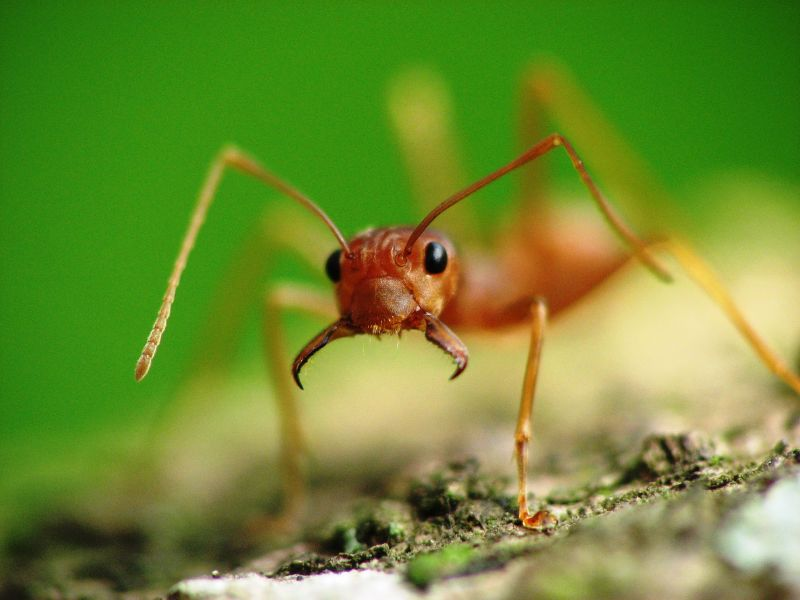
ツムギアリ
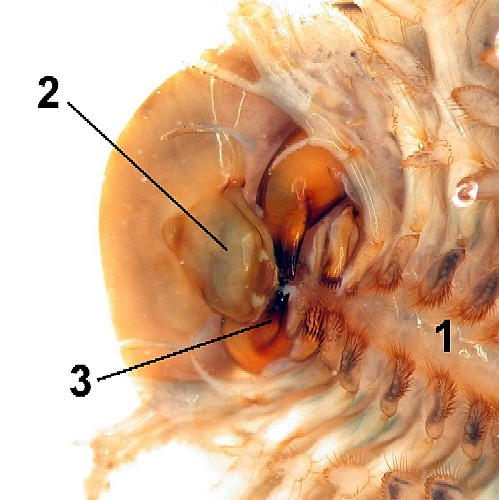
カブトエビの大顎（3）
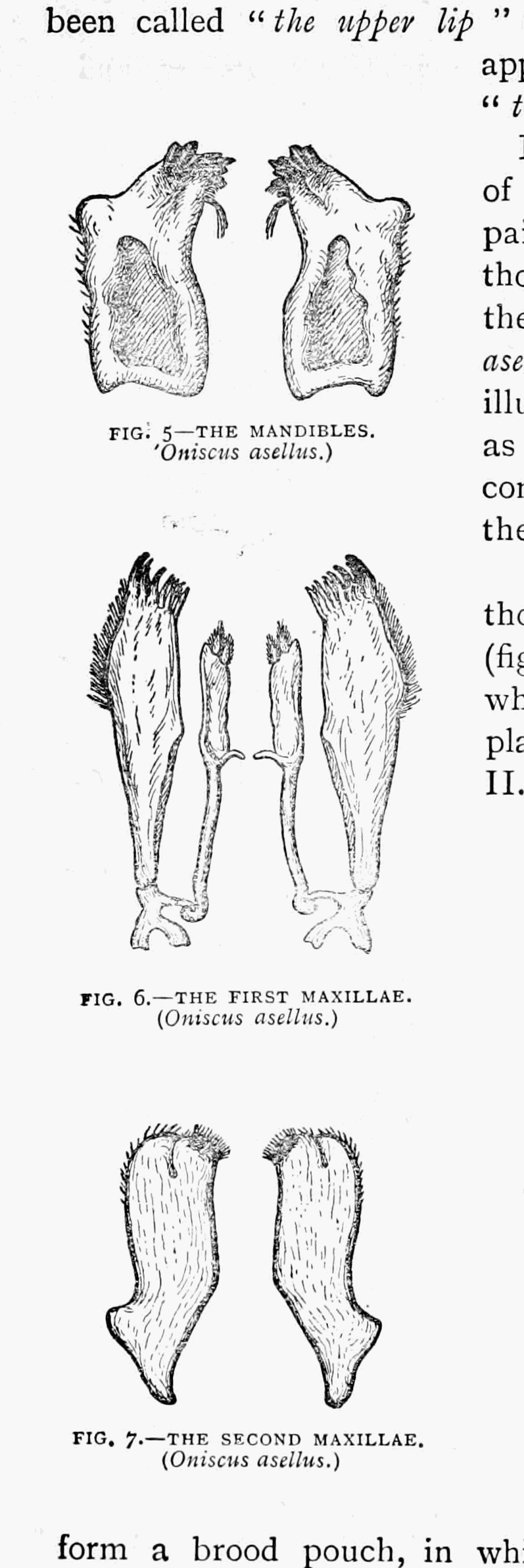
ワラジムシの大顎（上）、第1小顎（中）と第2小顎（下）

### 脊索動物の場合

ウツボは獲物を捕えるための口顎と食道に進めるための咽頭顎の2つの顎を持つ。

脊索動物も初期群に顎を持つものは存在せず、現在でもナメクジウオやホヤなど脊椎動物以外の脊索動物は顎を具えていない。そもそも脊椎動物においても、初期段階におけるボディプランでは顎がない。これら顎を持たない脊椎動物は総称的に無顎類とされ、数多くの絶滅種が知られている。また現生においてなお祖先的形態を多く保持するとされる円口類（ヌタウナギやヤツメウナギ）もやはり顎を持たず、口には細かい角質歯が並んでいるだけである。しかし、古生代もカンブリア紀からオルドビス紀へ移ると顎を獲得した顎口類（顎口上綱）が出現し、これ以降、無顎類に替わって彼らが優勢グループとなって適応放散していくことになったと考えられている。
顎口上綱が獲得した顎は腹背方向に動き、開けば口腔を大きく広げることができる。
この顎は胚における第1咽頭弓（顎骨弓）から発生する。つまり、同じくその後ろに続く咽頭弓から発生する鰓（鰓弓）などとは連続相同であると言える。顎を獲得した仕組みは脊椎動物の進化上の大きな謎であり、いまだに多くの学説が提示されている。例えば、長らく無顎類の持つ鰓弓のうち前方の1対ないし2対（顎前弓）は顎口類では失われており、それに次ぐ1対（つまり前から2番目ないし3番目の鰓）が変形したものが顎であるとされてきたが、これらの説も現在では疑問視されるようになってきている（詳細は梁軟骨を参照）。
顎を構成する骨格要素は様々である。例えばサメなどの軟骨魚綱では、口蓋方形軟骨および下顎軟骨（メッケル軟骨）がそれぞれ1対で上下顎を構成する。また、その後ろの1対（第2咽頭弓）の一部が舌顎軟骨へと発生し、内耳直下に関節して脳函と顎を接続している。しかし、硬骨魚類においては上下の顎に皮骨由来の新たな骨が加わり、軟骨魚で顎を構成していた骨は後方へと追いやられ、方形骨（口蓋方形軟骨の後端が骨化したもの）および関節骨（下顎軟骨の後端が骨化したもの）として顎の蝶番を構成している。また、上顎は皮骨頭蓋を介して脳函へと接続し、舌顎骨（舌顎軟骨）は縮小している。この舌顎骨は、四肢動物においては耳小柱となって音を聴くための器官へと転用されている。
四肢動物のうち、より陸上へと適応したグループが有羊膜類である。有羊膜類の中でも顎の形態は非常によく多様化している。
例えば、このうち哺乳類を含む系統のグループである単弓類（哺乳類以外の単弓類の旧称：哺乳類型爬虫類）では下顎を構成する皮骨由来の角骨に音波を拾う機能を有するのが共有派生形質で、ここから関節骨、方形骨と音波を伝えて方形骨に接続した耳小柱を介して内耳に信号を渡していたが、哺乳類への進化の過程で再び顎の構造に変異が起きている。角骨、方形骨および関節骨は関節から外れて中耳へと取り込まれ、角骨は鼓膜の支持骨である鼓骨へ、方形骨と関節骨は鐙骨（耳小柱）とともに耳小骨となっている。また、下顎構成骨で唯一残された骨、歯骨は麟状骨（側頭骨の一部）に接触して新たな顎関節を形成している。
顎関節およびそれに関わる骨の相同関係を以下に示す。
- 口蓋方形軟骨 - 方形骨 - 砧骨
- 下顎軟骨（メッケル軟骨） - 関節骨 - 槌骨
- 舌顎軟骨 - 耳小柱 - 鐙骨

その一方で、爬虫類、鳥類を含む系統である双弓類では耳小柱の接する方形骨に直接鼓膜が生じ、耳小柱はこの方形骨由来の鼓膜から直接音波を拾うように進化したため、顎関節に大きな改変は生じなかった。

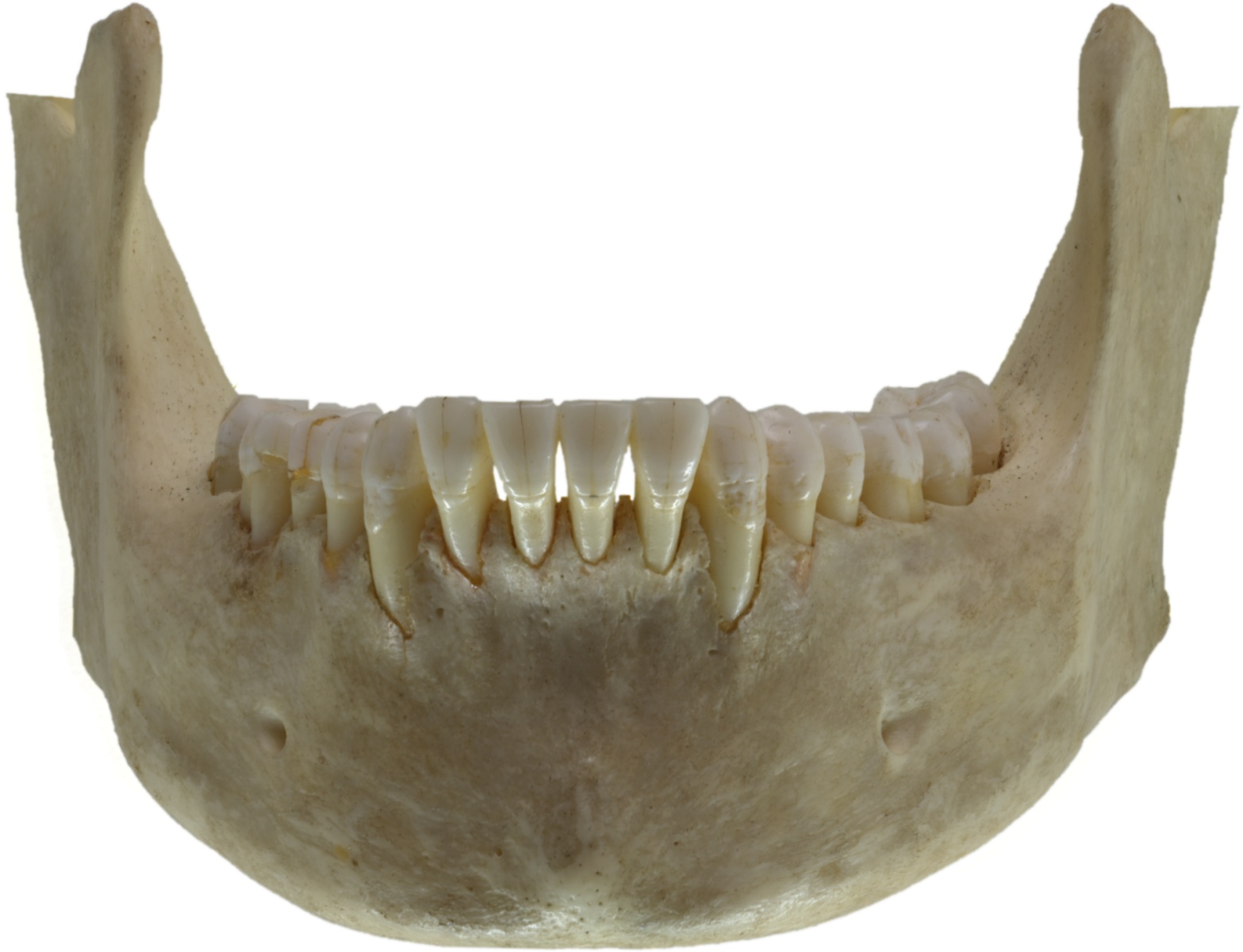
ヒトの顎骨（正面図）
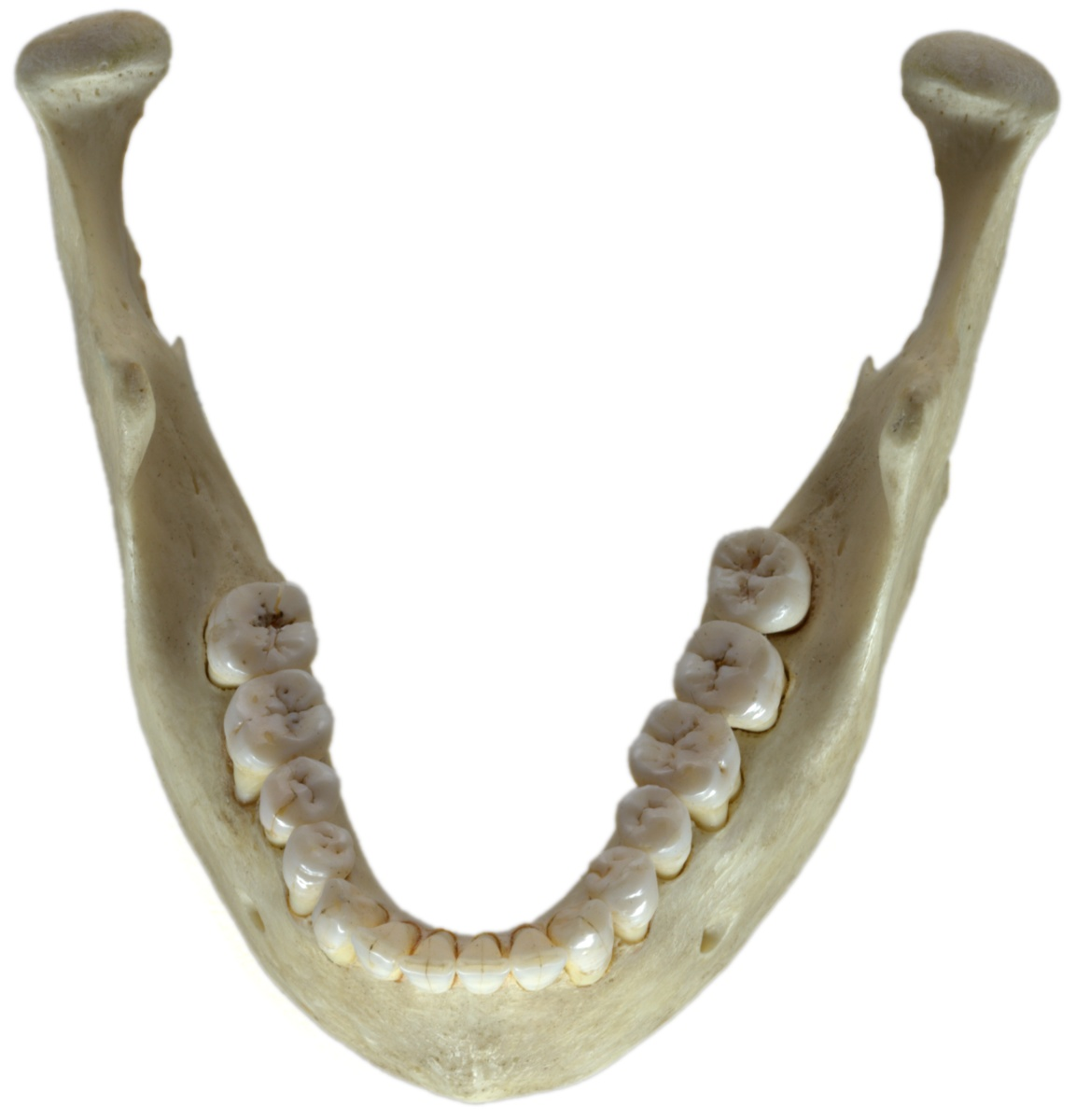
ヒトの顎骨（上面図）
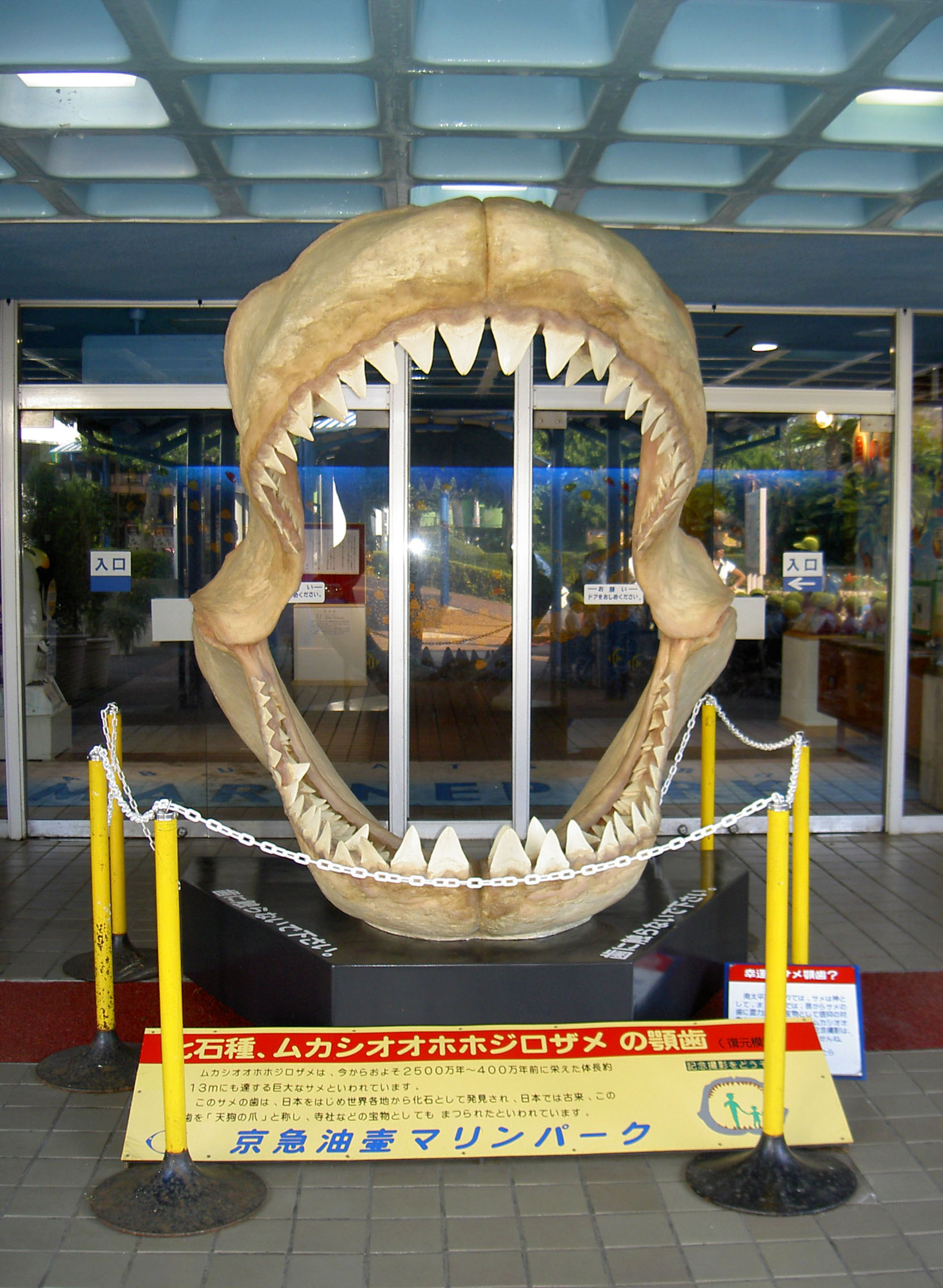
サメ（メガロドン）の顎の模型。京急油壺マリンパーク蔵。
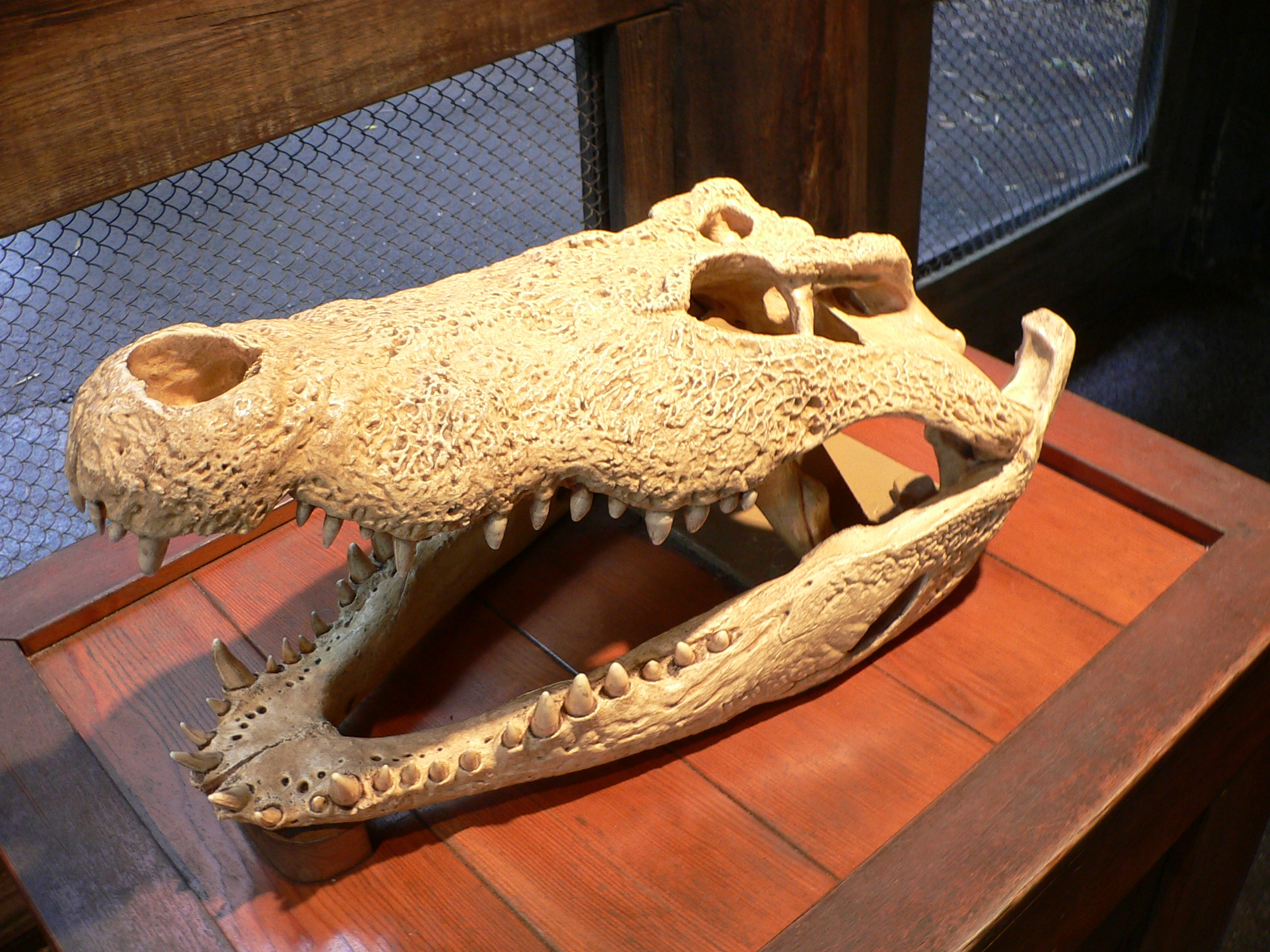
ワニの頭蓋骨。下顎は複数の骨で構成される。
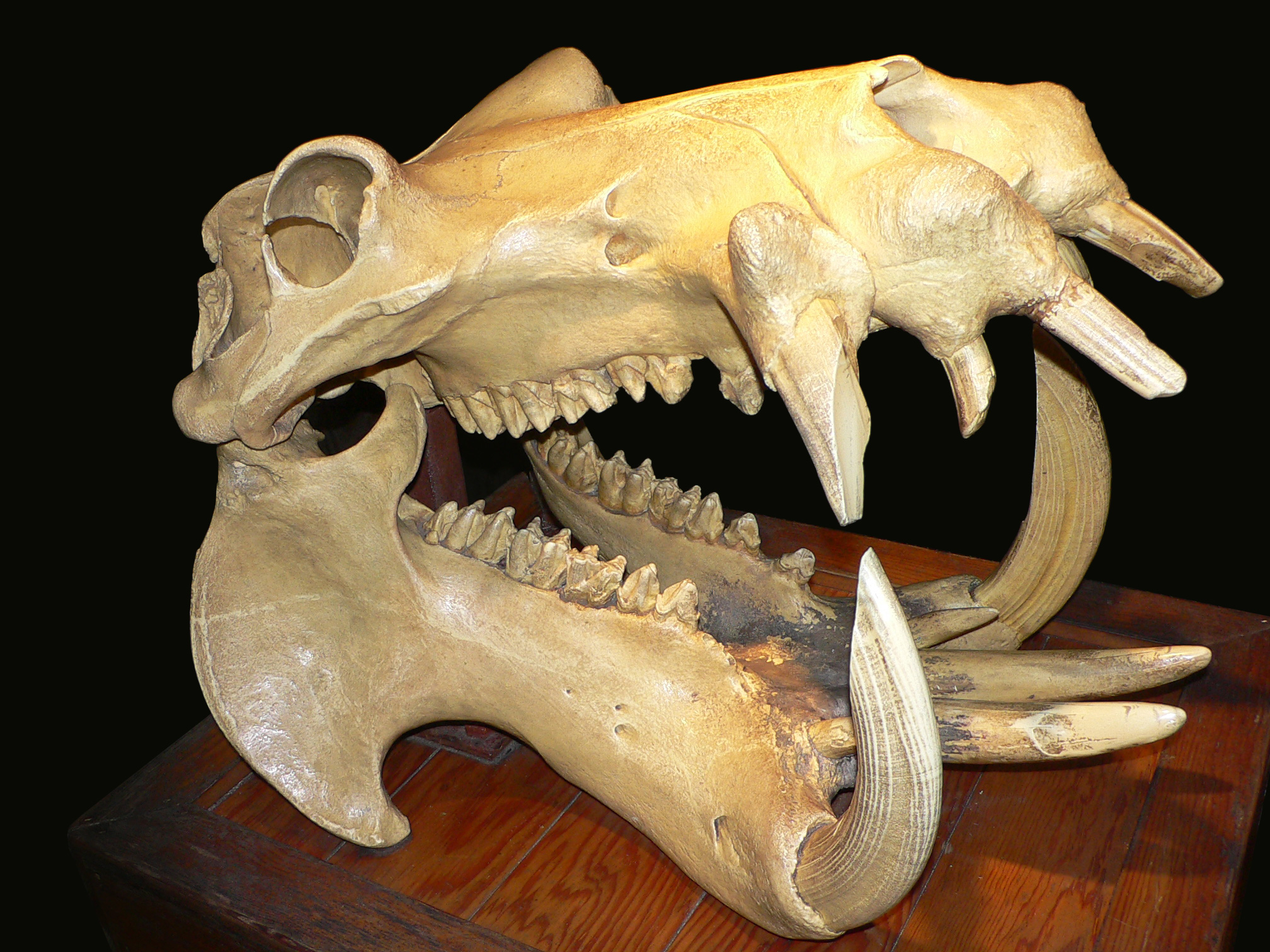
カバの頭蓋骨。下顎は一つの骨で構成される。

#### ヒトの顎
ヒトの顎は上顎骨と下顎骨（顎骨）・側頭骨・関連筋・その他支持構造により構成される。上顎骨と下顎骨は歯槽突起をもちここから歯が生えており、咬合面はこの2者間に存在する。しかし上顎骨と下顎骨は直接の関節を形成しておらず、側頭骨-下顎骨間の顎関節を介して間接的に接続している（上顎骨と側頭骨は共に頬骨と癒合し一体化しており安定）。
下顎骨下顎体の先端には前方への突出であるオトガイ隆起とオトガイ結節が存在し、これが顎のおとがいを形成する。おとがいはヒト科の中でもヒトに固有の特徴とされ、歯列が縮小したために骨が取り残され結果的に突出部となったと考えられている。また下顎の後方下部はエラと俗称される。
顎が生理状態から外れた症状を顎変形症という。顎が顔面全体に対して前方へ突出する形質は突顎と呼ばれる。上顎側のみが突出した場合は上顎前突症、下顎側のみが突出した場合は下顎前突症と呼ばれる。顎関節の異常は顎関節症と呼ばれ、前記の症状とも関連する。これらの顎状態はしばしば開咬や交叉咬合といった不正咬合を引き起こす。より一時的な病状としては顎関節脱臼や下顎骨骨折がある。
顎の形態には大きな個人差が存在する。おとがい形状はしばしば着目され、割れ顎はその一種である。顎の長い下顎前突症の人の事は「しゃくれ」と呼ばれている。エラ形状もしばしば着目され、エラが外下方へ突出した顎は「エラが張っている」「Square mandible」と呼ばれる。
人間の下顎は、汗や涙の出口（ポタッと落ちること）になることがある。
下顎（ジョー）、顎先（おとがい、チン）はボクシング、格闘技では急所として扱われる。特に顎先に打撃をもらうと脳震盪を起こしやすい。

## 文化・言語

### 慣用句としての「顎」
- 顎で使う
自分は何もせず、人をこき使うこと。
- 顎が出る
疲れること　息があがること。
- 顎をはずす
大笑いしている状態をあらわす。

### 派生した俗語
- あごをかます
大相撲の隠語で、相手に何かを頼まれた時にけんもほろろに断ること。相撲の立合いの時に肘をアルファベットの「Ｌ」の形のように直角に曲げて相手の顎に当て一気に相手の上半身を起こすことを「かます」というが、このことに由来して取りつく島のない様子をシャレ言葉で表している。
- 顎足付き（）
日本の俗語で、顎（食事代）と足（交通費）を全額先方が負担してくれること。枕（宿泊費）も負担してくれる場合には「顎足枕付き（）」といい、とても素晴らしいことになる。